# Митбрейт, Иосиф Моисеевич
 Митбрейт, Иосиф Моисеевич — хирург, ортопед-травматолог, доктор медицинских наук, профессор.

## Биография
В 1940 году Митбрейт И. М. начал учебу в 1-м Московском медицинском институте им. И. М. Сеченова, а с 1942 учился в Свердловском медицинском институте и закончил его в 1944 году.
С 1948 по 1956 год работал в ЦНИИ протезирования и протезостроения.
В 1956 году И. М. Митбрейта на конкурсной основе избрали на должность старшего научного сотрудника отделения детской ортопедии и травматологии Центрального института травматологии и ортопедии им. Н. Н. Приорова, где занимался проблемами патологии позвоночника: сколиоза, спондилолистеза, остеохондроза, остеохондрита.
С 1972 по 1988 год был руководителем ортопедо — травматологической клиники ЦНИИ курортологии и физиотерапии.
С 1988 года консультант этой клиники.
Иосифу Моисеевич основатель школы травматологов-ортопедов. Он был признан известным вертебрологом мира, к его помощи прибегали члены правительства, послы. На протяжении долгих лет И. М. Митбрейт являлся членом правления Всесоюзного научного общества травматологов-ортопедов, ученых советов Центрального института травматологии и ортопедии и Центрального научно-исследовательского института курортологии и физиотерапии, заместителем председателя проблемной комиссии ученого медицинского совета Минздрава СССР «Магнитобиология и магнитотерапия в медицине», проблемной комиссии «Ортопедия» АМН СССР.
До последнего времени он был активным членом правления Общества травматологов-ортопедов и протезистов Москвы и Московской области.

## Научная деятельность
И. М. Митбрейтом опубликовано 230 печатных работ, под его руководством было защищено 9 кандидатских диссертаций.
В 1931 году В.Д Чаклин предложил Иосифу Моисеевичу метод переднего спондилодеза, который он успешно развил. Благодаря своим исследованиям стал ведущим травматологом-ортопедом страны.
В 1949 году защитил кандидатскую диссертацию на тему «Полая стопа и ортопедическая обувь».
В 1972 году И. М. Митбрейт начал активно исследовать роли физических факторов в комплексном лечении пациентов с повреждениями и заболеваниями опорно-двигательной системы.
В 1981 году И. М. Митбрейту присвоено звание профессора.
Вместе с профессором Н. А. Шенк и другими сотрудниками он разработал систему по созданию активно-пассивной стабилизации нижних конечностей при полиомиелите и беззамковый ортопедический аппарат, что коренным образом изменило существовавший принцип лечения этой категории ортопедических больных.
Многие годы он посвятил исследованиям и лечению врожденного вывиха бедра, дисплазии тазобедренного сустава, патологического состояния стоп, переломов костей и суставов у детей, подростков, взрослых.

## Монографии
- Оперативная ортопедия
- Спондилолистез

## Семья
- Мама- Инна Моисеевна Митбрейт (Зельцер)
- Папа — Моисей Иосифович Митбрейт
- Брат — Лев Моисеевич Митбрейт
- Жена — Чернина Лена Борисовна [4]